# NGC 512
NGC 512 (другие обозначения — UGC 944, MCG 6-4-13, ZWG 521.18, PGC 5132) — спиральная галактика в созвездии Андромеда.
Открытие NGC 512 Уильямом Гершелем основывалось на одиночном наблюдении. Он описал объект как «очень тусклый и очень маленький». NGC 512 находится на 23“ от UGC 944, и эти объекты часто рассматривались как одинаковые. Дрейер при создании «Нового общего каталога», добавил в него этот, приняв описание Гершеля.
NGC 512 входит в состав группы галактик NGC 507.
Размер диска галактики составляет 2.9 Кпк.